# 小行星2975
小行星2975（2975 Spahr）是一颗围绕太阳公转的小行星。1970年1月8日，海伊諾·約翰諾維奇·波特（Hejno Iogannović Potter）、A·洛卡洛夫（A. Lokalov）在Cerro El Roble发现了此天体。
該小行星以美國天文學家蒂莫西·B·斯帕爾命名。
这颗小行星的绝对星等为316.72186等。